# Lista de álbuns número um no Brasil em 2010

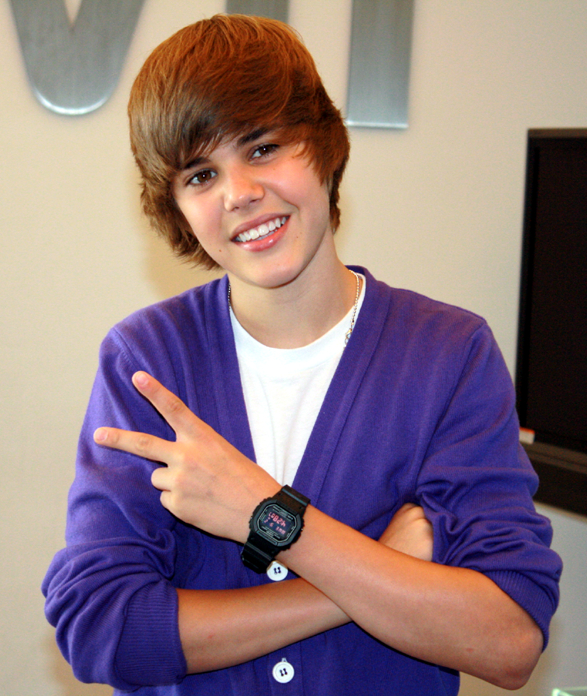
Justin Bieber liderou a parada brasileira por várias semanas em 2010.

Este anexo lista os álbuns número um no Brasil em 2010. Todos os rankings são pesquisados e compilados pela Nielsen com registros de vendas físicas no país e publicado semanalmente desde junho de 2009 pela Associação Brasileira de Produtores de Discos (ABPD), na parada nomeada de CD - TOP 20 Semanal ABPD.
No começo do ano, o álbum Iluminar de Fábio de Melo foi quem estreou o ano em primeiro lugar na parada de vendas da ABPD por 3 semanas consecutivos, mas depois ele voltou por outras 3 semanas, 2 em abril e 1 em maio. Na primeira semana de fevereiro um a coletânea de músicas do Carnaval, Sambas de Enredo 2010, composto de vários artistas do gênero e lançado pela Universal Music em 2009, atingiu o topo do ranking em 1 de fevereiro. A banda Guns N' Roses foi o primeiro grupo internacional a aparacer em primeiro com uma coletânea de Greatest Hits lançado em 23 de março de 2004 o qual foi premiado com Disco de Ouro com mais de 50 mil cópias vendidas no país.
Mas quem ficou por mais tempo no ano de 2010 foi o cantor canadense Justin Bieber e seu disco My Worlds. Ele entrou pela primeira vez na semana de 19 de abril até 26 de abril. Depois de uma semana fora do primeiro posto, o seu álbum de estúdio volta a ser líder por 9 semanas consecutivos. Esse disco foi ainda premiado com Disco de Platina pela ABPD com mais de 40 mil cópias vendidas no Brasil. E depois de várias semanas no topo da parada, a ABPD volta a premiar o cantor com Disco de Diamante em outubro de 2010 com mais de 160 mil exemplares comercializados.

## História da parada em 2010
| † | Indica o álbum mais vendido de 2010. |

| Data            | Álbum                         | Artista(s)     | Ref    |
| --------------- | ----------------------------- | -------------- | ------ |
| 4 de janeiro    | Iluminar                      | Fábio de Melo  | [ 5 ]  |
| 18 de janeiro   | Iluminar                      | Fábio de Melo  | [ 6 ]  |
| 25 de janeiro   | Iluminar                      | Fábio de Melo  | [ 7 ]  |
| 1 de fevereiro  | Sambas de Enredo 2010         | Vários         | [ 8 ]  |
| 15 de fevereiro | Summer Eletrohits 6           | Vários         | [ 9 ]  |
| 22 de fevereiro | Summer Eletrohits 6           | Vários         | [ 10 ] |
| 1 de março      | Summer Eletrohits 6           | Vários         | [ 11 ] |
| 8 de março      | Summer Eletrohits 6           | Vários         | [ 12 ] |
| 15 de março     | Greatest Hits                 | Guns N' Roses  | [ 13 ] |
| 22 de março     | Greatest Hits                 | Guns N' Roses  | [ 14 ] |
| 19 de março     | Summer Eletrohits 6           | Vários         | [ 15 ] |
| 5 de abril      | Iluminar                      | Fábio de Melo  | [ 16 ] |
| 12 de abril     | Iluminar                      | Fábio de Melo  | [ 17 ] |
| 19 de abril     | My Worlds                     | Justin Bieber  | [ 18 ] |
| 26 de abril     | My Worlds                     | Justin Bieber  | [ 19 ] |
| 3 de maio       | Iluminar                      | Fábio de Melo  | [ 20 ] |
| 10 de maio      | My Worlds                     | Justin Bieber  | [ 21 ] |
| 17 de maio      | My Worlds                     | Justin Bieber  | [ 22 ] |
| 24 de maio      | My Worlds                     | Justin Bieber  | [ 23 ] |
| 31 de maio      | My Worlds                     | Justin Bieber  | [ 24 ] |
| 7 de junho      | My Worlds                     | Justin Bieber  | [ 25 ] |
| 14 de junho     | My Worlds                     | Justin Bieber  | [ 26 ] |
| 21 de junho     | My Worlds                     | Justin Bieber  | [ 27 ] |
| 28 de junho     | My Worlds                     | Justin Bieber  | [ 28 ] |
| 5 de julho      | My Worlds                     | Justin Bieber  | [ 29 ] |
| 12 de julho     | Pra Sempre Ao Vivo            | Roberto Carlos | [ 30 ] |
| 19 de julho     | My Worlds                     | Justin Bieber  | [ 31 ] |
| 26 de julho     | Luan Santana - Ao Vivo        | Luan Santana   | [ 32 ] |
| 2 de agosto     | My Worlds                     | Justin Bieber  | [ 33 ] |
| 9 de agosto     | My Worlds                     | Justin Bieber  | [ 34 ] |
| 16 de agosto    | My Worlds                     | Justin Bieber  | [ 35 ] |
| 23 de agosto    | My Worlds                     | Justin Bieber  | [ 36 ] |
| 30 de agosto    | My Worlds                     | Justin Bieber  | [ 36 ] |
| 6 de setembro   | My Worlds                     | Justin Bieber  | [ 37 ] |
| 13 de setembro  | My Worlds                     | Justin Bieber  | [ 38 ] |
| 20 de setembro  | My Worlds                     | Justin Bieber  | [ 39 ] |
| 27 de setembro  | My Worlds                     | Justin Bieber  | [ 40 ] |
| 4 de outubro    | My Worlds                     | Justin Bieber  | [ 41 ] |
| 11 de outubro   | My Worlds                     | Justin Bieber  | [ 37 ] |
| 18 de outubro   | My Worlds                     | Justin Bieber  | [ 37 ] |
| 25 de outubro   | My Worlds                     | Justin Bieber  | [ 37 ] |
| 1 de novembro   | My Worlds                     | Justin Bieber  | [ 42 ] |
| 8 de novembro   | My Worlds                     | Justin Bieber  | [ 37 ] |
| 15 de novembro  | Exaltasamba – 25 Anos Ao Vivo | Exaltasamba    | [ 37 ] |
| 22 de novembro  | Exaltasamba – 25 Anos Ao Vivo | Exaltasamba    | [ 37 ] |